# Крамаров, Савелий Викторович
Саве́лий Ви́кторович Кра́маров (англ. Savely Kramarov; 13 октября 1934, Москва, СССР — 6 июня 1995, Сан-Франциско, Калифорния, США) — советский и американский киноактёр; заслуженный артист РСФСР (1974).

## Биография

### Происхождение
Родился 13 октября 1934 года в Бауманском районе Москвы в еврейской семье, жившей на Раушской набережной, дом № 4, комн. 149.
Окончив школу, пытался поступить в театральный институт, но не был принят. Чтобы продолжить образование, поступил на факультет озеленения в Московский лесотехнический институт. Учась в институте, в 1954 году поступил в театральную студию «Первый шаг» при Центральном доме работников искусств.
Окончив Лесотехнический институт в 1958 году, Крамаров некоторое время работал по специальности. 

### Творческая карьера в СССР
Решив бросить работу, разослал свои фото по всем киностудиям страны, и на одно письмо пришёл ответ. С этого началась его актёрская карьера. Настоящий успех пришёл к нему после фильма «Неуловимые мстители», фраза его героя «А вдоль дороги мёртвые с косами стоять… И — тишина!» стала крылатой.
В 1967 году его пригласили на работу в Театр миниатюр. Он много снимался в кино и к началу 1970-х годов был одним из самых популярных комедийных актёров страны, снялся в роли Петра в советской музыкальной кинокомедии 1968 года «Тремби́та», лидере проката 1969 года. В 1971 году снялся в самой известной своей роли — Косой в фильме «Джентльмены удачи». Предложения сниматься после этой роли посыпались одно за другим. Не успевал он отсняться в одной ленте, как на экран уже выходила другая. Актёр даже стал отказываться от некоторых, на его взгляд, недостойных приглашений. Потом простить себе не мог, что упустил роль Петрухи в «Белом солнце пустыни» — не разглядел талантливого режиссёра и перспективный сценарий.
В 1972 году он поступил в ГИТИС на актёрский факультет. Но, окончив ГИТИС, он так и не был принят в труппы ни одного советского театра. В ГИТИСе он познакомился со своей первой женой — однокурсницей Людмилой. Она позже рассказывала, что её очень рассмешил номер с роялем. Но их брак длился совсем недолго. Потом встречался с архитектором Марией Шатинской. С ней актёр расписан не был, но вместе они прожили тринадцать лет. Он нравился ей своей чистотой и наивностью, увлечённостью любимым делом. Они стали жить вместе. Маше нравилось, что он серьёзно заботился о своём здоровье: не пил, не курил, ел пищу без соли, без острых подлив, ложился спать строго по заведённому расписанию.
В 1974 году Крамаров был удостоен почётного звания «Заслуженный артист РСФСР». Как-то на вопрос о планах на будущее актёр с присущим ему юмором ответил, что будет «копить» на звание народного артиста.

### Эмиграция в США
Круг общения и его дядя, эмигрировавший в Израиль, сделали актёра человеком с сомнительными для Советского Союза связями, что было равнозначно концу карьеры. Кроме того, он начал заниматься йогой, стал в значительной мере религиозным человеком, посещал синагогу и отказывался от съёмок в субботу. Его стали снимать всё реже, а в последние три года перед отъездом и вовсе перестали предлагать роли.
Актёр подал документы на эмиграцию в Израиль, аргументируя тем, что там у него единственный родной ему человек — его дядя Аба Савельевич Крамаров, но Крамарову отказали в выезде из СССР. Ведь он снялся более чем в сорока фильмах, и в случае его эмиграции все эти картины по принятым тогда правилам должны были «положить на полку».
Из страны актёра не выпускали, но и работать по специальности он не мог. В 1981 году вместе с Александром Левенбуком он написал письмо президенту США Рональду Рейгану, назвав его «Как артист артисту», в котором откровенно жаловался на свою судьбу. Письмо несколько раз прочитали в эфире радиостанции «Голос Америки».

Уважаемый господин президент Рональд Рейган! Обращается к вам популярный в Советском Союзе киноартист Савелий Крамаров. Я не переоцениваю свою известность. Стоит вам, гуляя с супругой по Москве, спросить у любого москвича, у любой старушки, даже если вам её подставят и она окажется агентом КГБ, знает ли она Савелия Крамарова, то она обязательно откроет рот (даже будучи чекисткой) и скажет: «А как же?! Смешной артист! Много раз смотрела фильмы с его участием. Кого он только не играл!..»… Старушка, кем бы она ни была, даже министром культуры, скажет вам правду, но не всю. Действительно, зрители до сих пор смеются над героями моих фильмов, но лично мне самому сейчас не до смеха. Я не умираю с голоду, но не одним хлебом жив человек. И хотя хлеб у нас с вами разный и питаемся мы по-разному, но мы оба любим творчество и не можем жить без него. Поэтому помогите мне обрести в вашей великой стране возможность работать по специальности…
— Блуждающие звёзды. «Смешной артист…»
В итоге Крамарова выпустили, и он покинул СССР 31 октября 1981 года с документами на выезд из СССР в Израиль, но доехал лишь до Вены — в то время между СССР и Израилем не было прямого сообщения из-за разорванных в 1967 году дипломатических отношений. В Вене его встретил импресарио Виктор Шульман, который организовал его гастроли в Европе, Америке, Австралии, Израиле, Японии.
В США он обосновался в Лос-Анджелесе у своего старого знакомого — Ильи Баскина, с которым снимался ещё в «Большой перемене». Некоторое время жил у него, потом арендовал квартиру рядом. И уже через год они вместе снялись в драме «Москва на Гудзоне», где он сыграл роль сотрудника КГБ Бориса. В финале Борис появлялся на экране за лотком с хот-догами; эта сцена позволила на родине артиста говорить, что актёр в Америке стал торговать сосисками. С подачи Робина Уильямса в американской прессе Крамарова стали называть «советским Джерри Льюисом». В то же время актёр испытывал проблемы со знанием языка.
Вскоре он снялся в фильме «2010: год вступления в контакт», где сыграл советского космонавта Владимира Руденко. От актёра требовали большей шаржированности образа, а он сопротивлялся, утверждая, что в СССР космонавтами могут стать только отважные и образованные люди, но никак не идиоты.
Потом были съёмки в фильмах «Вооружён и опасен», «Возвращение Моргана Стюарта», «Красная жара». Актёр вступил в Гильдию киноактёров США, что для эмигрантов — большая удача, у него появился свой агент. Как и в СССР, его появление на съёмочной площадке встречалось доброй улыбкой. Гонорары позволили ему приобрести дом в Санта-Монике, на берегу Тихого океана.
В мае 1992 году актёр впервые после эмиграции приехал в Россию как почётный гость кинофестиваля «Кинотавр» и снялся в новой комедии Данелии «Настя». Второй раз в Россию он приезжал за год до смерти, в 1994 году.

### Болезнь и смерть
Актёр был готов играть в Америке серьёзные роли и вскоре получил бы такую возможность: его утвердили на роль в одном из фильмов без кинопробы, но у него был обнаружен рак. Крамаров боялся смерти, причём больше всего он боялся заболеть именно раком. Он уделял своему здоровью большое внимание — совершал голодовки и занимался очищением организма. В его рационе была только здоровая еда, он делал регулярные пробежки и занимался плаванием, не употреблял алкоголь.
В январе 1995 года он почувствовал боль в левой стороне живота. Несколько дней актёр терпел, а потом отправился к врачу. У него обнаружили рак сигмовидной кишки. 2 февраля 1995 года ему была удалена опухоль, также он прошёл большой курс химиотерапии, что отрицательно сказалось на его организме. У него случилось осложнение: полостная операция привела к эндокардиту. Последовал тромбоз, затем инсульт, началась борьба за его жизнь, однако медицина оказалась бессильной.
Скончался 6 июня 1995 года на 61-м году жизни в одной из клиник Сан-Франциско от повторного инсульта. Похоронен на еврейском мемориальном кладбище «Холмы Вечности» (англ. Hills of Eternity Cemetery) в городке Колма (округ Сан-Матео) близ Сан-Франциско. 12 октября 1997 года на могиле был установлен памятник, созданный Михаилом Шемякиным и Вячеславом Бухаевым.

## Семья и личная жизнь
- Отец — Виктор Савельевич (Ави́гдор Ше́йликович) Крамаров (27 августа 1900[16] — 28 марта 1951), родом из Черкасс, выпускник юридического факультета Киевского института народного хозяйства (1924)[17], после окончания аспирантуры был принят в московскую коллегию защитников[18], с 1931 года служил юрисконсультом на Фаянсовом заводе имени М. И. Калинина; арестован НКВД в 1938 году по обвинению в антисоветской агитации и 14 марта того же года осуждён на 8 лет исправительно-трудовых лагерей[19][20]. После освобождения 13 марта 1946 года был направлен на поселение в Барнаул, затем — в Бийск (работал юрисконсультом в конторе по заготовке зерна «Заготзерно»)[21], где в 1949 году был повторно арестован и 18 июля 1950 года «за участие в меньшевистской эсеровской организации» выслан сроком на 5 лет в Туруханск; работал дворником[22]. Здесь 28 марта 1951 года он покончил с собой[23].
  - Дед и бабушка по отцовской линии — Шейлик (Шойл) Хаимович Крамаров (1871—?) и Вихна Крамарова, проживали в Черкассах[24][25];
  - Дядя по отцу — Нисон Шеликович (Савельевич) Крамаров (1907—1941), погиб на фронте[26].
- Мать — Бенедиктина (Бенедикта, Бася) Соломоновна Волчок (1 декабря 1902 — 1950)[27], уроженка Харькова, скончалась от рака, когда сыну было 16 лет[28][29]. Савелия взял на попечение родной дядя — Леопольд (Леонид, Наум) Соломонович Волчек (Волчок[30], 1898—1982)[31][32], а его старшая сестра Татьяна (1930—2007?) переехала к дяде со стороны отца — Абе Савельевичу Крамарову (1910—?)[33] — во Львов[34][35].
  - Дед и бабушка по матери — шкловский, позже чугуевский мещанин Шлёма Менахемович Волчок (1872—?) и себежская мещанка Сора Ароновна Волчок (в девичестве Шейнин, 1870—?)[36][37];
  - Дядя — Павел Соломонович Волчок (Волчек, 1912—2006)[38] возглавлял архитектурные группы в институтах «Центрогипрошахтострой» и ЦНИИЭП жилища, заслуженный архитектор РСФСР, выпускник Московского архитектурного института (1936)[39], участник Великой Отечественной войны (капитан, кавалер ордена Красной Звезды)[40].
    - Двоюродный брат Юрий Волчок (1943—2020), искусствовед, старший научный сотрудник и профессор кафедры советской и современной зарубежной архитектуры Московского архитектурного института.

Официально Савелий Крамаров был женат трижды:
- Первая жена — Людмила, однокурсница из ГИТИСа, брак распался.

Потом встречался с Марией Шатинской, архитектором. С ней Крамаров прожил тринадцать лет. Их дочь умерла во младенчестве. Впоследствии, вспоминая Марию, он говорил, что она «святая женщина» и что он очень перед ней виноват.
- Вторая жена — Фаина (Марина) Зборовская, брак заключён в США в 1986 году. 
  - Дочь — Батия (англ. Batia Beverly «Basika» Kramarov, в замужестве Хеллер, род. 1988)[42][43], по-домашнему — Бася (англ. Basika Kramarov), названа в честь своей бабушки, матери Крамарова. Через год после её рождения Марина уехала с дочерью из Лос-Анджелеса в Лас-Вегас. Дочь одно время была занята в модельном бизнесе (как Басика Крамаров), впоследствии стала бухгалтером.
- Третья жена — Наталья Сирадзе, на 21 год моложе Крамарова. Поженились в октябре 1994 года, с ней Крамаров прожил полгода до смерти[44].

В Москве до эмиграции Савелий Крамаров жил на 1-й Хуторской улице, дом 9/55, корп. 21 (ныне — дом 8, корп. 2), кв. 68 ; на Михалковской улице, д. 16, кв. 90 , на Союзном проспекте, д. 24, кв. 48 , на 2-й Мещанской улице; на Большой Почтовой улице, дом 18/2.

## Актёрская манера
Крамаров был ярким самобытным актёром-комиком конца 1960-х — начала 1970-х годов. Выигрышная внешность (косоглазие, приятная улыбка во всё лицо), мощный комедийный темперамент, врождённое актёрское мастерство, обаяние, мимика и подвижность тела позволяли ему создавать многочисленных комических отрицательных персонажей, смешных в своей нелепости и глупости. Для него была характерна гротескная манера исполнения. Его герои всегда были обаятельны и при всех своих недостатках, в сущности, безобидны. Он был ярким представителем советской сатиры. Любой, в том числе неюмористический текст актёр умел произнести и обыграть так, что это вызывало смех и аплодисменты.
Одной из его самых известных ролей был вор-рецидивист Федя Ермаков из фильма Александра Серого «Джентльмены удачи» (1971). Крамаров показывал человека не злонамеренного от природы, не до конца испорченного, но ставшего преступником в силу собственной неразвитости, несамостоятельности. Для Феди ещё не всё потеряно: видно, как детсадовский воспитатель, воплощённый актёром Евгением Леоновым, помогал Феде делать существенные шаги к исправлению. В этом фильме он вписался в ансамбль мастеров комедии — Евгения Леонова, Георгия Вицина. Фильм имел большой успех, многие фразы из него, в том числе фразы Феди, стали крылатыми.
Он участвовал в обеих советских экранизациях романа Ильфа и Петрова «Двенадцать стульев», сыграв у Леонида Гайдая одноглазого председателя васюкинского шахматного клуба, а у Марка Захарова — «слесаря-интеллигента» Полесова.

## Фильмография

### Художественные фильмы
- 1959 — Ребята с нашего двора — Васька Ржавый, хулиган
- 1960 — Им было девятнадцать — солдат Петькин
- 1960 — Прощайте, голуби — Васька Коноплянистый, хулиган
- 1961 — Друг мой, Колька! — Вовка Пименов (Пимен), хулиган
- 1961 — Приключения Кроша — Ивашкин, шофёр
- 1962 — Без страха и упрёка — Светик Савёлов (Сова)
- 1962 — Бей, барабан! — «Мусью»
- 1962 — На семи ветрах — солдат патруля / раненый боец в госпитале
- 1962 — Ход конём — Колька Лопатин
- 1963 — Первый троллейбус — тунеядец, Колин сосед
- 1963 — Суд идёт! — Трофим
- 1964 — Сказка о потерянном времени — Вася-дедушка
- 1965 — Бывает и так (новелла «Скелет Аполлона») — Весёлкин
- 1965 — Город мастеров — Клик-Кляк (озвучивает Георгий Штиль)
- 1965 — Дорога к морю — начальник мореходки
- 1965 — На завтрашней улице — Матвейчук
- 1965 — Тридцать три — Родион Хомутов, поэт-графоман
- 1965 — Чрезвычайное поручение — анархист
- 1966 — Баллада о Чердачнике
- 1966 — Формула радуги — Вася, пьющий отдыхающий
- 1966 — Знакомство — Санька
- 1966 — Красное, синее и зелёное — регистратор ЗАГСа
- 1966 — Неуловимые мстители — Илюха Верехов (Косой), «бурнаш»
- 1966 — Товарищ песня (новелла «Песня на рассвете») — радист
- 1966 — Чёрт с портфелем — Петя Лихов
- 1967 — Звёзды и солдаты — Савва, белоказак
- 1968 — Улыбнись соседу — артист
- 1968 — Гроза над Белой — разведчик
- 1968 — Золотые часы — Ткаченко, милиционер
- 1968 — Новые приключения неуловимых — Илюха Верехов, конвоир
- 1968 — Трембита — Петро
- 1969 — Похищение — Паша Ветченко
- 1970 — Смеханические приключения Тарапуньки и Штепселя — болтливый водитель «ГАЗика»
- 1970 — Тайна железной двери — гитарист Зайцев
- 1970 — Светофор — пешеход-нарушитель с авоськой
- 1971 — 12 стульев — одноглазый председатель шахматной секции в Васюках
- 1971 — Джентльмены удачи — Фёдор Петрович Ермаков (Косой)
- 1971 — Звёзды не гаснут — солдат Андреев
- 1971 — Держись за облака (Венгрия, СССР) — слуга с зонтиком
- 1972 — Большая перемена — Пётр Тимохин
- 1972 — Золотые рога — Сундук, злой разбойник
- 1973 — Эта весёлая планета — изобретатель Прохор («Вечный двигатель»)
- 1973 — Иван Васильевич меняет профессию — Феофан, дьяк Посольского Приказу
- 1973 — Новые приключения Дони и Микки — хулиган Кеша
- 1974 — Большой аттракцион — Сеня, помощник Бубенцова
- 1974 — Звезда экрана — шофёр Гриша / эсэсовец в массовке
- 1975 — Афоня — Егоза, друг детства Афони
- 1975 — Ау-у! (новелла «Что наша жизнь?! или Что наша жизнь?!») — Вася (герцог Луазье), актёр театра
- 1975 — Не может быть! (новелла «Свадебное происшествие») — Серёга, друг Завитушкина
- 1975 — Соло для слона с оркестром — униформист Лопухов
- 1976 — 12 стульев — Виктор Михайлович Полесов, слесарь-интеллигент
- 1976 — Мама — Волчонок
- 1977 — Мимино — подсудимый с «хорошими глазами»
- 1978 — Живите в радости — Леонтий Маркелович Федырин (Бацилла), жулик
- 1978 — Новые приключения капитана Врунгеля — Свирепый Гарри, агент-гангстер
- 1978 — По улицам комод водили / новелла «Экзамен» — профессор
- 1978 — Ограбление по… (мультфильм) — вор (использован образ Косого из «Джентльменов удачи»)
- 1983 — Искатели сокровища — Ральф, фермер[8]
- 1984 — Москва на Гудзоне / Moscow on the Hudson — Борис, человек из КГБ
- 1984 — Космическая одиссея 2010 / 2010: The Odyssey Continues — доктор Владимир Руденко, советский космонавт
- 1984 — Каскадёры / The Fall Guy (серия «Olympic Quest») — водитель такси
- 1986 — Вооружён и опасен / Armed and Dangerous — Олаф, работник охранной фирмы
- 1987 — Двойной агент / Double Agent — Юрий
- 1987 — Домашняя война / Morgan Stewart’s Coming Home — Иван Ильич Виндиков, дворецкий Стюарта
- 1988 — Красная жара / Red Heat — Григорий Мазурский, связной
- 1989 — Танго и Кэш — владелец машины
- 1990 — Семья Хоган / The Hogan Family — покупатель
- 1993 — Настя — Косой, вор-домушник, «южнокорейский спонсор» (камео персонажа из «Джентльменов удачи»)
- 1993 — Русский бизнес — дядя Вася
- 1994 — Любовная история / Love Affair — русский матрос-телефонист

### Фильмы-спектакли
- 1971 — Терем-теремок — Кравцов
- 1974 — Бенефис Веры Васильевой
- 1974 — Бенефис Савелия Крамарова
- 1975 — Бенефис Ларисы Голубкиной
- 1977 — Эти невероятные музыканты, или Новые сновидения Шурика
- 1981 — Аз и Ферт

## Награды и звания
- Заслуженный артист РСФСР (1974).

## Память
В 2004 году в США и России вышел документальный фильм «Савелий Крамаров. Джентльмен удачи», посвящённый жизни и творчеству Крамарова. Автор сценария и продюсер — российский и американский тележурналист Михаил Файнштейн. В картине принимали участие коллеги и близкие друзья актёра: Наталья Сирадзе, Марк Розовский, Татьяна Сорокко, Серж Сорокко, Илья Баскин, Пол Мазурски, Александр Левенбук, Виктория Токарева, Наталья Фатеева, Константин Райкин, Олег Видов, Дэвид Гамбург и другие. Картина была выдвинута на соискание премии российской телеакадемии «ТЭФИ».
Творчеству и памяти актёра посвящены документальные фильмы и телепередачи:
- 2004 — «Савелий Крамаров. „Джентльмен удачи“» («Первый канал»)[51]
- 2008 — «Голливуд. Русская дорожка»
- 2009 — «Савелий Крамаров… Чтобы помнили»
- 2014 — «Савелий Крамаров. „Джентльмен удачи. Смешной до слёз“» («Первый канал»)[52][53]
- 2014 — «Последняя любовь Савелия Крамарова» («ТВ Центр», 2014)[54]
- 2017 — «Савелий Крамаров. „Последний день“» («Звезда»)[55]
- 2018 — «Савелий Крамаров. „Легенды кино“» («Звезда»)[56]
- 2020 — «Савелий Крамаров. „Жизнь не по сценарию“» («Мир»)[57]
- 2020 — «Савелий Крамаров. „Рецепт ранней смерти“» («ТВ Центр», 2020)[58].
- 2020 — Савелий Крамаров. „Раскрывая мистические тайны“» («Москва Доверие», 2020)
- 2023 — «Савелий Крамаров. „Они потрясли мир “» («Пятый канал», 2023)
- 2024 — «Савелий Крамаров. „Раскрывая тайны звёзд“» («Москва Доверие», 2024)